# Dragon Crisis!
Dragon Crisis! (ドラゴンクライシス! Doragon Kuraishisu!?) es una novela ligera japonesa escrita por Kizaki Kaya e ilustrada por Akata Itsuki. Hasta el 25 de marzo del 2011, 13 volúmenes fueron publicados por Shūeisha bajo su sello Super Dash Bunko. Una adaptación a serie de anime producida por Studio DEEN fue emitida en Japón desde el 10 de enero hasta el 28 de marzo de 2011.

## Argumento
La vida pacífica del estudiante de secundaria Ryuji Kisaragi se convierte en una aventura gracias al regreso de su prima, Eriko. Ryuji y Eriko se apoderan de un relicario que era propiedad de un Black Broker y en el que encuentran una chica dragón, a quien Ryuji llama Rose. Con el fin de proteger a Rose de la organización de Black, Ryuji decide luchar usando su poder como un controlador de «Lost Precious».

## Personajes
Ryūji Kisaragi (如月 竜司 Kisaragi Ryūji?)
 Seiyū: Hiro Shimono
Ryūji es el protagonista de la historia y tiene 15 años. Sus padres son cazadores de "Lost Precious" como el resto de su familia y, debido a esto, vive solo, ya que sus padres viajan por el mundo. Si bien no sabe por qué Rose lo conoce, ambos se conocieron hace años, cuando Rose lo salvó cuando él caía de un precipicio. Ryuji tiene recuerdos vagos de cuando era más joven y vio que Rose salía de un huevo frente a sus ojos. Ryuji es un "Breaker" (interruptor) de nivel 10, el nivel más alto de los interruptores que pueden encuentran o usar Lost Precious. Además de Ryuji, hay otros siete interruptores o "Breakers" de nivel 10 (Ryuji es el más joven de los interruptores de nivel 10). Más tarde, es reconocido por otros dragones como novio de Rose, pero esto se debe a un malentendido en donde él siente algo por Rose y se preocupa por ella. Esto es evidente cuando por primera vez hacen el "Engaged" con Rose, lo que le permite tomar prestado el poder de Rose para alcanzar un poder increíble.
Rose (ローズ Rōzu?)
 Seiyū: Rie Kugimiya
Poco se sabe de Rose, sin embargo es un dragón joven, y todavía es incapaz de cambiar de forma. Cuando ella es liberada del sindicato de crimen "Fang" solo dice la palabra Ryuji, pero pronto empieza a aprender otras palabras. Ya que ella no podía comunicarse, o no sabía su nombre, Ryuji le da el nombre de Rose porque la marca de dragón en el dorso de su mano izquierda se parece a una rosa. Rose es agresiva hacia casi cada uno, sobre todo si ellos intentan tocar su collar, excepto Ryuji a quien ella se apega tanto e incluso duerme con él. Ella ama profundamente a Ryuji, pero todavía se pregunta si Ryuji se preocupa por sus sentimientos. Cuando Ryuji era más joven fue él quien encontró a Rose cuando nació, Eriko dice que fue "el amor a primera vista". Más tarde, algunos de los dragones reconoció Ryuji como novio de Rose, debido a la mala interpretación del lo sucedido con el "Engaged" que realizó con Rose.
Eriko Nanao (七尾 英理子 Nanao Eriko?)
 Seiyū: Yukana
Es la prima de Ryuji. Ella ha estado estudiando en el extranjero durante algún tiempo, pero vuelve a Japón para interceptar un "Lost Precious" que "Fang" transportaba por el puerto de ciudad. A pesar del peligro toma un objeto de "Fang", pues cree saber sobre su contenido, sospecha de que es un "Lost Precious". Al principio es incapaz de identificar de quién es Rose, pero se impresiona cuando descubre que Rose es un Dragón Rojo.
Misaki Etō (江藤 実咲 Etō Misaki?)
 Seiyū: Mayako Nigo
Es la Compañera de clases de Ryuji. Ella está enamorada de Ryuji, pero es tímida cuando está cerca a Ryuji, por lo que es difícil para ella acercarse a él y expresarle sus sentimientos. Ella está en shock después del malentendido entre Ryuji y Rose, debido al "Engaged" que realizaron.

## Terminología
- Dragones: Básicamente, son como los de la mitología, pero estos tienen una diferencia: cuando los dragones no son maduros permanecen con una forma humana hasta que consigan su madurez pero manteniendo a la vez su forma humana. Una vez que la consiguen se transforman en dragones como los de las mitologías, o sea con escamas, alas, etc.

- Lost Precious: Son objetos capaces de desarrollar superpoderes o contener criaturas sobrenaturales en su interior. No se sabe mucho de su origen, pero muchos de ellos están directamente relacionados con los dragones, como el Lost Precious que usa Ryūji, que es una daga hecha con dientes de dragón.

- Lost Precious malditos: Son Lost Precious que alojan la malicia de algún individuo difunto. Por ejemplo, si un dragón muere con un sentimiento de venganza, dicho sentimiento puede llegar a residir en un Lost Precious, en consecuencia, el Lost Precious queda maldito. Cuando un Lost Precious queda maldito, existe un gran riesgo de que su usuario quede poseído por los malos sentimientos del individuo que causó dicha maldición.

- Breaker: Son las personas con una extraordinaria habilidad para utilizar Lost Precious. Se los evalúa por nivel. Ryūji es nivel 10 lo cual es un nivel bastante alto ya que solo existen 7 personas que alcanzaron dicho nivel.

- Engaged: Es una especie de contrato que los dragones realizan con los humanos para ofrecerles sus poderes. Una vez realizado el contrato, el dragón se fusiona con el humano y así ambos pueden combinar sus poderes.

- La Sociedad: Grupo de personas encargadas de proteger a los demás de posibles peligros relacionados con Lost Precious, Dragones, etc.  También se dedican a estudiar Lost Precious y a encontrar a Breakers capaces de utilizarlos como es debido, ayudándolos a desarrollar sus habilidades.

- Colectores: Personas que simplemente tienen como hobby coleccionar Lost Precious.

- Fang: Organización dedicada al tráfico de Lost Precious, que por su apariencia parecen mafiosos, además de tener varias similitudes con este tipo de personas.

## Media

### Anime
Desde el 10 de enero de 2011, Chiba TV, Chukyo TV, KIDS STATION, Tochigi TV, Tokyo MX, TV Kanagawa, TV Saitama y Yomiuri TV comenzaron a emitir el anime de la serie de novelas ligeras "Dragon Crisis!" publicado por Shūeisha. La adaptación fue realizada por Studio DEEN. Crunchyroll sitio web de anime en los Estados Unidos, emitió cada episodio con subtítulos en inglés el día en que se emitió en Japón, esto solo para los usuarios Premium, y una semana después de la salida inicial, salió la serie al aire por todo el mundo.

### Música

#### Apertura
- "Immoralist" (インモラリスト) de Yui Horie.

#### Cierre
- "Mirai Bowl" (ミライボウル) de Momoiro Clover Z.